# Juan José Espinosa San Martín
Juan José Espinosa San Martín (* 30. Juni 1918 in Madrid; † 14. Januar 1982 ebenda) war ein spanischer Politiker.
Nachdem er sich im Bürgerkrieg auf der Seite der Aufständischen engagiert hatte, machte er Karriere in der Verwaltung der Franco-Diktatur, bevor er im Juli 1965 zum Finanzminister ernannt wurde. Er war 1969 indirekt in den Matesa-Skandal verwickelt (die staatliche Banco de Crédito Industrial, die Opfer eines großen Betrugs wurde, unterstand seiner Aufsicht) und verlor im Zuge der folgenden Kabinettsumbildung sein Amt.

## Leben
Juan José Espinosa San Martín studierte Jura an der Universidad Central de Madrid und schloss sich nach dem Ausbruch des Bürgerkriegs den Falangisten an, um auf der Seite der Aufständischen zu kämpfen. Nach dem Ende des Konflikts trat er als technischer Steuerinspektor in die staatliche Verwaltung ein und wechselte dann in das Ministerium für die Nationale Bewegung (die Einheitspartei, deren Vorsitzender den Rang eines Ministers innehatte). Außerdem war er Abgeordneter im Cortes franquistas und fungierte als Unterinspektor der Spanischen Universitätsgewerkschaft.
Obwohl Espinosa San Martín keine spezielle Ausbildung in Wirtschaftsfächern absolviert hatte, verfügte er durch seine Tätigkeit als technischer Steuerinspektor über die Fähigkeiten und das Wissen, um die Verwaltung der öffentlichen Finanzen nach moderneren und wissenschaftlicheren Standards zu übernehmen, weshalb ihm innerhalb der Franco-Verwaltung mehrere verantwortungsvolle Positionen in den Bereichen Wirtschaft und Finanzen übertragen wurden, darunter insbesondere die Leitung der Caja Postal de Ahorros und der Fábrica Nacional de Moneda y Timbre und der Vorsitz des Instituts für ausländische Währungen und der Bank für Industriekredite.
Unter Mariano Navarro Rubio als Finanzminister wurde Espinosa San Martín 1957 zum Leiter des Technischen Kabinetts des Ministeriums und 1959 zum Generaldirektor des Schatzamtes ernannt, wo er aktiv an der Stabilisierungspolitik des Regimes mitwirken sollte. Navarro Rubio berichtet in seinen Memoiren, dass er nach der Übernahme des Finanzministeriums schnell ein „Vertrauenskabinett“ zusammenstellte, dem der Unterstaatssekretär Alfredo Cejudo (den er während seiner Zeit im Landwirtschaftsministerium kennengelernt hatte) und seine persönlichen Freunde Luis Coronel de Palma (Staatsanwalt), José Salgado Torres (Professor für angewandte Wirtschaft) und Espinosa San Martín angehörten.
Am 7. Juli 1965 wurde Espinosa San Martín, damals Schatzmeister des Opus Dei, zum Finanzminister ernannt und ersetzte Navarro Rubio, der zum Leiter der Bank von Spanien ernannt worden war. 1969 wurde er von Franco entlassen und durch Alberto Monreal Luque ersetzt. Anlass war die Regierungskrise im Zuge des Finanzskandals um die Firma Matesa, die auf betrügerische Weise Exportkredite für größtenteils fiktive Webmaschinen erhalten hatte. In einem Bericht der Cortes, die den Fall untersuchen sollten, wurde festgestellt, dass sich die Kredite zu sehr auf ein und dasselbe Unternehmen konzentrierten, dass Matesa bevorzugt behandelt wurde, dass es keine Kontrollen und Garantien zur Wahrung des öffentlichen Interesses gab, dass Warnsignale unterdrückt wurden und dass es zu einer Kapitalflucht kam. Die Kabinettsumbildung folgte weitgehend den Vorschlägen, die in dem umfangreichen Memorandum enthalten waren, das Luis Carrero Blanco einige Tage zuvor verfasst hatte, wobei er zwar die Ehrlichkeit des Finanzministers (Espinosa San Martín) und des Handelsministers (García-Moncó) nicht in Frage stellte, zumal es einer von ihnen (Espinosa San Martín) war, der die Gerichte angerufen hatte, aber betonte, dass sie einen schweren Fehler begangen und sich selbst in Verruf gebracht hätten. Die Entlassung war eine der bemerkenswertesten politischen Folgen des Matesa-Skandals, in dessen Zusammenhang Espinosa San Martín außerdem zusammen mit Navarro Rubio und García-Moncó vom Obersten Gerichtshof wegen „unverzeihlicher Fahrlässigkeit“ angeklagt und zu einer Geldstrafe von 1,2 Milliarden Peseten, der Beschlagnahmung seines Vermögens und der Streichung der Hälfte seines Gehalts verurteilt wurde. Er wurde allerdings am 1. Oktober 1971 von Franco begnadigt, noch bevor das Urteil vollstreckt werden konnte.

## Auszeichnungen und Privatleben
Espinosa San Martín wurde unter anderem mit dem Großkreuz des Orden Karls III., dem Kreuz des Zivilverdienstordens, dem Militärverdienstkreuz und dem Kreuz des Marine-Verdienstordens ausgezeichnet. Er war verheiratet, hatte elf Kinder und war der Onkel des Philosophen Antonio Escohotado. Juan José Espinosa San Martín starb am 14. Januar 1982 in Madrid.